# Christiane Pflug
Sybille Christiane Pflug, geb. Schütt (* 20. Juni 1936 in Berlin; † 4. April 1972 in Toronto) war eine deutsch-kanadische Künstlerin.

## Familie
Christiane Pflug wurde geboren als eine Tochter der ersten Strickmeisterin in Deutschland und eines Bankierssohns, der kurz nach ihrer Geburt wegen der Verfolgung als Jude Suizid beging.
Die Mutter, Regine Schütt, war im „Gegner-Kreis“ genannten Widerstandskreis um Harro Schulze-Boysen und Werner Dissel aktiv, der sich um die Zeitschrift „Gegner von heute – Kampfgenosse von morgen“ sammelte.
Pflug hat eine Halbschwester, die auf Kauai einen Bioladen betrieb.

## Leben
Pflug wuchs von 1941 bis 1949 bei einer Pflegemutter auf, weil ihre leibliche Mutter  beim Deutschen Roten Kreuz dienstverpflichtet worden war.
Ab 1949 lebte sie mit Regine Schütt in Frankfurt und machte  im Städel-Museum  erste Erfahrungen mit Malerei. 1953 ging sie nach Paris, um Modedesign zu studieren. In Paris heiratete sie Michael Pflug, mit dem sie zwei Töchter hat; Esther and Ursula. Die Familie zog dann nach Tunis. Im September 1958 zog sie mit ihren Töchtern nach München und im Februar 1959 siedelten sie nach Toronto/Kanada um, wo ihre Mutter Regine lebte, die mittlerweile mit Peter Faust verheiratet war.
Im April 1972 tötete sie sich selbst durch Einnahme einer Überdosis Secobarbital am Strand von Hanlan's Point auf der Toronto Insel. Dies war einer ihrer Lieblingsplätze zum Malen.

## Werk
Während ihres kurzen Lebens hatte Pflug eine Vielzahl an Ausstellungen. Darunter in der Winnipeg Art Gallery 1966, in der Justina M. Barnicke Gallery 1969 und in der Alix Art Gallery1971.
Heute hängen ihre Bilder in den Sammlungen der National Gallery of Canada und in der Art Gallery of Ontario.